# Ator não estatal violento

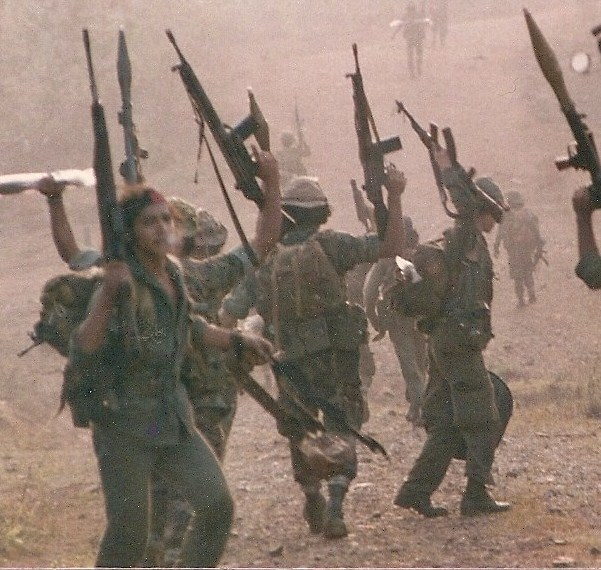
Contras na Nicarágua, 1987

Em relações internacionais, atores não estatais violentos, também conhecidos como atores não estatais armados ou grupos não estatais armados, são indivíduos ou grupos que são total ou parcialmente independentes dos governos e que ameaçam ou usam a violência para atingir seus objetivos.
Atores não estatais violentos variam muito em seus objetivos, tamanho e métodos. Eles podem incluir cartéis de narcóticos, movimentos de libertação popular, organizações religiosas e ideológicas, corporações (por exemplo, empresas militares privadas), milícias de autodefesa e grupos paramilitares estabelecidos por governos estaduais para promover seus interesses.
Enquanto alguns atores não estatais violentos se opõem aos governos, outros são aliados a eles. Alguns atores não estatais violentos são organizados como grupos paramilitares, adotando métodos e estrutura semelhantes aos das forças armadas estatais. Outros podem ser estruturados informalmente e usar a violência de outras maneiras, como sequestro, uso de artefatos explosivos improvisados ou invasão de sistemas de computador.

## Descrição

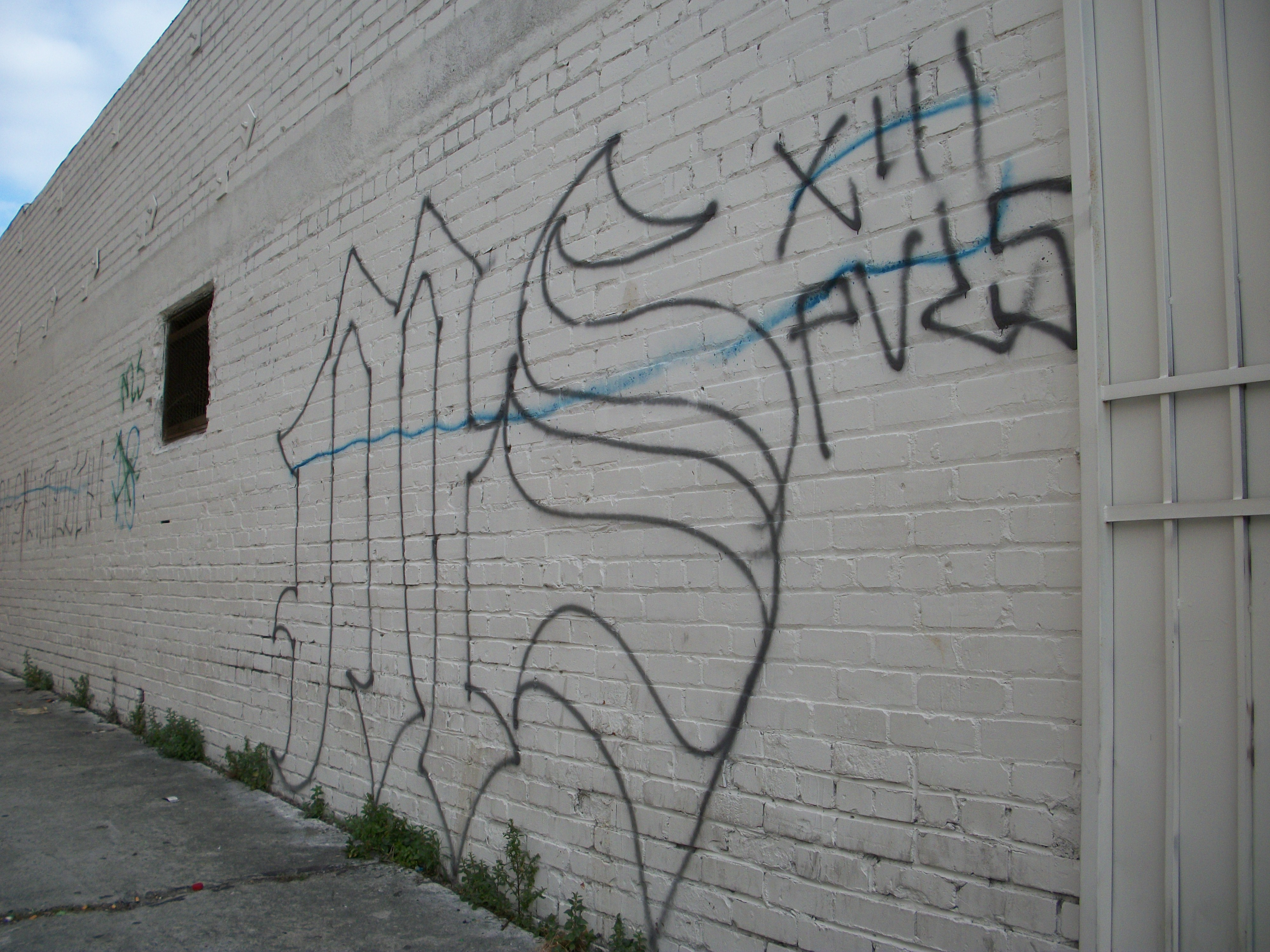
Grafite da gangue MS-13

Thomas, Kiser e Casebeer afirmaram em 2005 que "o ator não estatal violento desempenha um papel proeminente e muitas vezes desestabilizador em quase todas as crises humanitárias e políticas enfrentadas pela comunidade internacional". Como um novo tipo de ator nas relações internacionais, os atores não estatais violentos representam um afastamento do sistema tradicional de soberania de Estados da Vestfália de duas maneiras: fornecendo uma alternativa à governança estatal; e desafiando o monopólio da violência estatal.
Phil Williams afirmou em 2008 que, no século XXI, eles "se tornaram um desafio generalizado aos Estados-nação". Williams argumenta que os atores não estatais violentos se desenvolvem a partir da má governança de uma Estado, mas também contribuem para o enfraquecimento da governança do Estado. Ele explica que quando os Estados fracos são "incapazes de criar ou manter a lealdade e fidelidade de suas populações [...] indivíduos e grupos normalmente revertem ou desenvolvem padrões alternativos de afiliação". Isso faz com que a família, tribo, clã ou outro grupo se torne "os principais pontos de referência para a ação política, muitas vezes em oposição ao Estado". De acordo com Williams, a globalização "não apenas [...] desafiou a capacidade individual do Estado de gerenciar assuntos econômicos, mas também forneceu facilitadores e multiplicadores de força para os atores não estatais violentos". Os fluxos transnacionais de armas, por exemplo, não estão mais sob a vigilância exclusiva dos Estados. A globalização ajuda os atores não estatais violentos a desenvolver capital social e alianças transnacionais, bem como oportunidades de financiamento.
O termo tem sido usado em vários artigos publicados pelos Forças Armadas dos Estados Unidos.

## Tipos
Atores não estatais violentos se envolvem em combate em todos os terrenos. Tipos comuns e influentes de atores não estatais violentos incluem:
- Organizações criminosas e cartéis de drogas, por exemplo, podem realizar assassinatos, sequestros, roubos, extorsões; operar esquemas de proteção; e defender seu território de grupos rivais e militares (guerra de territórios).
- Movimentos populares ou seções deles que escolheram táticas de guerrilha (também conhecidas como guerra assimétrica) para perseguir seus objetivos. Um exemplo é a insurgência Naxalita-Maoísta na Índia central.[8]
- Piratas, bandidos que roubam navios ou fazem reféns para obter um resgate. Exemplos recentes incluem a pirataria na costa da Somália. Alguns piratas também afirmam que servem como "guarda costeira" no lugar de um Estado fracassado.[9]
- Empresas militares privadas e corporações que possuem seus próprios serviços militares ou contratam serviços militares privados.[10] Um exemplo são os arsenais flutuantes [en] no Oceano Índico.[11] As empresas militares privadas também são ativas na luta contra a pirataria e, portanto, fornecem um exemplo de atores não estatais violentos combatendo outros atores não estatais violentos.[12]
- Atores não estatais violentos no mar. Tanto piratas quanto empresas militares privadas também fazem parte desse grupo, juntamente com outros atores menos maliciosos, como a Marinha de Netuno.
- Grupos religiosos ou ideológicos, como o Boko Haram na Nigéria e arredores, que defendem a violência armada como um dever moral ou sagrado.[13]
- Milícia cidadã, que pode se formar para proteger uma localidade de (ou ameaçá-la com) ataques, como o movimento anti-balaka na República Centro-Africana.[14]
- Grupos paramilitares, que fazem uso de métodos e estruturas militares para perseguir sua agenda, como o agora descomissionado Exército Republicano Irlandês Provisório.
- Senhores da guerra, que são líderes que usam a violência armada para exercer controle militar, econômico e político sobre o território dentro de um Estado soberano. Os senhores da guerra têm uma longa história no Afeganistão, por exemplo.[15]

Phil Williams, em um artigo de visão geral, identifica cinco tipos de atores não estatais violentos:
- Senhores da guerra
- Milícias
- Insurgências
- Organizações terroristas
- Organizações criminosas e gangues

## Relação com o terrorismo
Não há uma definição de "terrorismo" comumente aceita, e o termo é frequentemente usado como uma tática política para denunciar oponentes cujo status de terroristas é contestado. Uma tentativa de definição global aparece no projeto de trabalho da Convenção Global sobre o Terrorismo Internacional, que define o terrorismo como um tipo de ato, e não como um tipo de grupo. Especificamente, "terrorismo" no projeto refere-se à ameaça ou lesão intencional real a terceiros e danos graves à propriedade resultando em grandes perdas econômicas:
...quando o propósito do referido ato, por sua natureza e contexto, for intimidar uma população, ou compelir um governo ou uma organização internacional a agir ou abster-se de agir.
Como a definição abrange as ações de alguns atores não estatais violentos (e de alguns atores estatais) e não de outros, as discordâncias permanecem e o tratado ainda não foi acordado, desde 2015. Por exemplo, a Organização para a Cooperação Islâmica pediu que os atos de terrorismo sejam distinguidos de:
...a luta legítima dos povos sob ocupação estrangeira e dominação colonial ou estrangeira no exercício de seu direito à autodeterminação de acordo com os princípios do direito internacional.
Essa definição significaria que as ações passadas do Exército Republicano Irlandês e as ações modernas do Hamas, entre outras, não poderiam ser declaradas terrorismo a priori, pois seria necessário debater para estabelecer se determinados atos eram "luta legítima [...] exercício de seu direito à autodeterminação" ou não, ainda que fosse universal a concordância de que "o objetivo da conduta é compelir um governo".

## Uso de crianças
Atores não estatais violentos atraíram condenação internacional por dependerem fortemente de crianças menores de 18 anos como combatentes, batedores, carregadores, espiões, informantes e em outras funções (embora muitas forças armadas estatais também recrutem crianças). Em 2017, por exemplo, as Nações Unidas identificaram 14 países onde as crianças foram amplamente utilizadas por grupos armados: Afeganistão, Colômbia, República Centro-Africana, República Democrática do Congo, Iraque, Mali, Myanmar, Nigéria, Gaza (territórios palestinos), Filipinas, Singapura, Sudão do Sul, Sudão, Síria e Iêmen.
Nem todos os grupos armados utilizam crianças, e aproximadamente 60 que costumavam fazer isso firmaram acordos para reduzir ou acabar com a prática desde 1999. Por exemplo, em 2017, a Frente Moro de Libertação Islâmica nas Filipinas libertou cerca de 2 000 crianças de suas fileiras, e o movimento guerrilheiro FARC-EP na Colômbia concordaram em 2016 em parar de recrutar crianças. Em outras situações, o uso de crianças estava aumentando em 2017, particularmente no Afeganistão, Iraque, Nigéria e Síria, onde militantes islâmicos e grupos que se opunham intensificaram os esforços para recrutar crianças.

## Engajamento humanitário
Pesquisadores do Overseas Development Institute propõem que o engajamento com atores não estatais violentos, que eles chamam de atores não estatais armados, é essencial para os esforços humanitários em conflitos. Afirmam que muitas vezes o engajamento é necessário para facilitar o acesso às pessoas afetadas e prestar assistência humanitária. No entanto, as agências humanitárias muitas vezes não conseguem se envolver estrategicamente com atores estatais não violentas. Essa tendência se fortaleceu desde o fim da Guerra Fria, em parte devido ao forte desencorajamento do envolvimento humanitário com atores não violentos estatais na legislação antiterrorista e nas restrições de financiamento de doadores. Na opinião deles, mais estudos são necessários para identificar maneiras pelas quais as agências humanitárias podem desenvolver um diálogo produtivo com os atores não violentos estatais.
O Departamento de Segurança Internacional e o Programa de Direito Internacional da Chatham House estão procurando entender a dinâmica que determinará o apoio a uma abordagem baseada em princípios para o envolvimento de atores humanitários com atores não violentos estatais.

## Leitura complementar
- Bryce, Hannah (2016). Humanitarian Engagement with Non-state Armed Groups
- Gillard, Emanuela-Chiara (2017). Humanitarian Action and Non-state Armed Groups: The International Legal Framework
- Jones, Kate (2017). Humanitarian Action and Non-state Armed Groups: The UK Regulatory Environment
- Keatinge, Tom; Keen, Florence (2017). Humanitarian Action and Non-state Armed Groups: The Impact of Banking Restrictions on UK NGOs
- Lewis, Patricia; Keatinge, Michael (2016). Towards a Principled Approach to Engagement with Non-state Armed Groups for Humanitarian Purposes
- Mulaj, Klejda (2010). Violent Non-State Actors in World Politics. ISBN 9781849040174. London: C Hurst & Co
- San-Akca, Belgin (2009). «Supporting Non-state Armed Groups (NAGs): A Resort to Illegality?». Journal of Strategic Studies. 32 (4): 589–613. doi:10.1080/01402390902987012
- Thomas, Troy S.; Kiser, Stephen D. (maio de 2002). Lords of the Silk Route: Violent Non-State Actors in Central Asia (PDF). INSS Occasional Paper 43. USAF Institute for National Security Studies USAF Academy, Colorado